# Alan Perathoner
Alan Leo Perathoner (* 2. Juli 1976 in Bozen) ist ein ehemaliger italienischer Skirennläufer.

## Karriere
Perathoner stammt aus Wolkenstein in Gröden. Sein internationales Renndebüt feierte er am 21. Dezember 1994 bei einem FIS-Slalom in Bormio. Sein Weltcupdebüt feierte er am 23. Januar 2000 beim Slalom von Kitzbühel. Bis zu diesem Zeitpunkt war Perathoner hauptsächlich bei FIS-Rennen in Italien sowie vereinzelt im Europacup an den Start gegangen.
Seine ersten Weltcuppunkte gewann er am 17. Februar 2001 beim Slalom in Shigakogen. Zu Beginn des darauffolgenden Weltcupwinters gelang ihm am 25. November 2001 beim Slalom in Aspen mit Rang 10 seine beste Platzierung im Weltcup.
Aufgrund dieser Leistung wurde Perathoner für die Olympischen Winterspiele in Salt Lake City nominiert, wobei er im Slalom ausschied und so ohne Platzierung blieb.
In den darauffolgenden Jahren konnte Perathoner nur bedingt an diese Leistungen anschließen. So erreichte er nur noch vereinzelt die Weltcuppunkteränge.
Sein letztes internationales Rennen bestritt er am 15. Dezember 2005 in Obereggen.

## Privates
Perathoner ist mit der ehemaligen Skirennläuferin Ylvie Runggaldier verheiratet. Der gemeinsame Sohn Max Perathoner ist ebenfalls als Skirennläufer aktiv.

## Erfolge

### Olympische Winterspiele
- Salt Lake City 2002: DNF Slalom

### Weltcup
- Eine Platzierung unter den besten 10

### Europacup
- 8 Platzierungen unter den besten 5, davon 4 Podestplätze

### Nor-Am Cup
- 2 Platzierungen unter den besten 20

### Weitere Erfolge
- 6 Siege bei FIS-Rennen